# Japan Freight Railway Company
Japan Freight Railway Company (日本貨物鉄道株式会社?, Nippon Kamotsu Tetsudō Kabushiki-gaisha) è una compagnia ferroviaria giapponese facente parte del Japan Railways Group, è l'unica compagnia del gruppo ad occuparsi di trasporti merci e non passeggeri. Fornisce il trasporto di merci a livello nazionale in tutto il Giappone. La sua sede è a Sendagaya, Shibuya, Tokyo, vicino alla stazione di Shinjuku.
Il nome comune è l'abbreviazione del nome JR Freight.

## Storia
È stata fondata il 1 aprile 1987 quando le Ferrovie Nazionali Giapponesi (JNR) sono state privatizzate. Le Ferrovie Nazionali Giapponesi sono state divise in sei compagnie ferroviarie regionali per passeggeri e una singola compagnia ferroviaria merci, la Japan Freight Railway Company.

## Dati aziendali
Nel 2017, solo circa il 5% di tutto il trasporto merci in Giappone viene trasportato su rotaia, ma quasi tutto, il 99%, viene trasportato da JR Freight.  Il trasporto merci ferroviario giapponese deve affrontare una forte concorrenza da parte del trasporto marittimo perché le grandi città e le grandi industrie sono situate principalmente sulla costa.

## Linee ferroviarie
JR Freight dispone solo di circa 50 km di binari di proprietà. Si tratta principalmente di tratte di collegamento con le singole stazioni merci dell'azienda. Questi sono collegati alle reti delle sei compagnie regionali di trasporto passeggeri delle ferrovie giapponesi.
Al 1º aprile 2024 JR Freight gestisce una rete di 75 tratti di linea (di cui 8 tratti sono attività ferroviaria di categoria 1) per 7805,5 km (di cui 29,1 km attività ferroviaria di categoria 1). Ogni giorno su questa tratta viaggiano in media 399 treni che servono 237 stazioni.

### Elenco delle linee ferroviarie di proprietà di JR Freight
| Linea                      | Itinerario                                                     | Prefettura | Distanza (km) |
| -------------------------- | -------------------------------------------------------------- | ---------- | ------------- |
| Linea principale Ōu        | Tsuchizaki - Stazione del porto di Akita                       | Akita      | 1,8           |
| Linea Senseki              | Rikuzen-Yamashita - Stazione del porto di Ishinomaki           | Miyagi     | 1,8           |
| Linea principale Uetsu     | Sakata - Stazione del porto di Sakata                          | Yamagata   | 2,7           |
| Linea principale Shin'etsu | Giunzione Kami-Nuttari - Stazione del porto di Higashi Niigata | Niigata    | 3,8           |
| Linea principale Kansai    | Yokkaichi - Shiohama                                           | Mie        | 3,3           |
| Linea principale Kansai    | Hirano - Terminal merci di Kudara                              | Osaka      | 1,4           |
| Linea Shinminato           | Nōmachi - Terminal merci di Takaoka                            | Toyama     | 1,9           |
| Linea principale Tōkaidō   | Terminal merci di Sannō - Terminal merci di Takaoka            | Osaka      | 8,7           |
| Linea principale Hokuriku  | Tsuruga - Terminal merci di Tsuruga-Minato                     | Fukui      | 2,7           |
| Linea principale Kagoshima | Kashii - Terminal merci di Fukuoka                             | Fukuoka    | 3,7           |

## Materiale rotabile

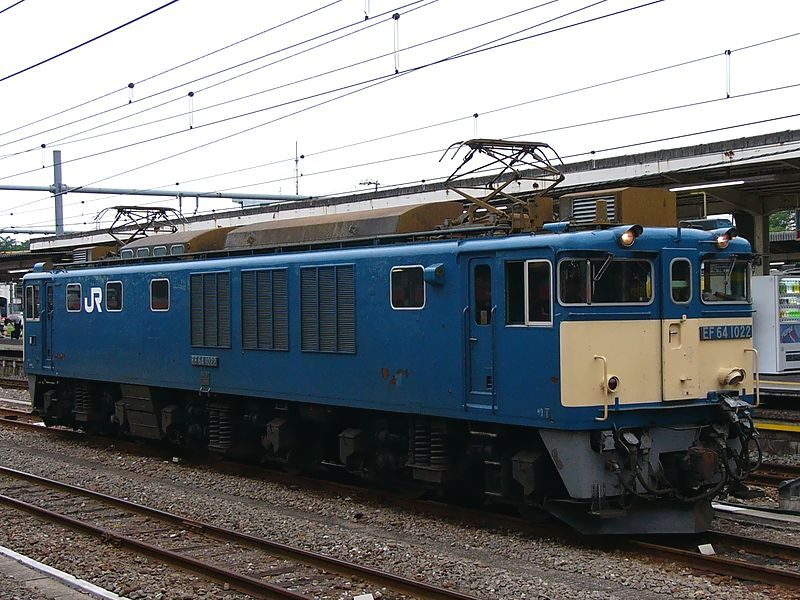
EF64-1000
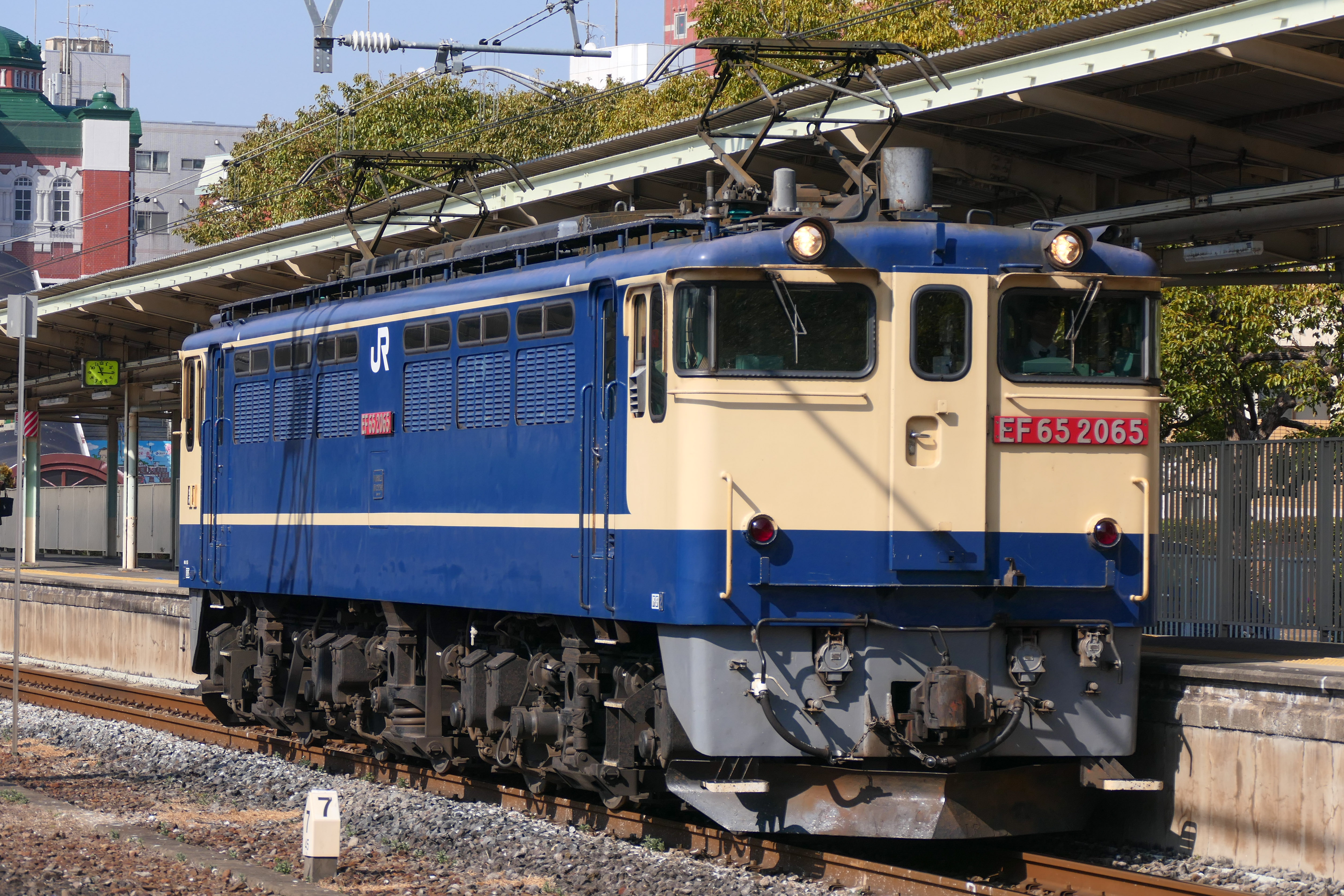
EF65-2000
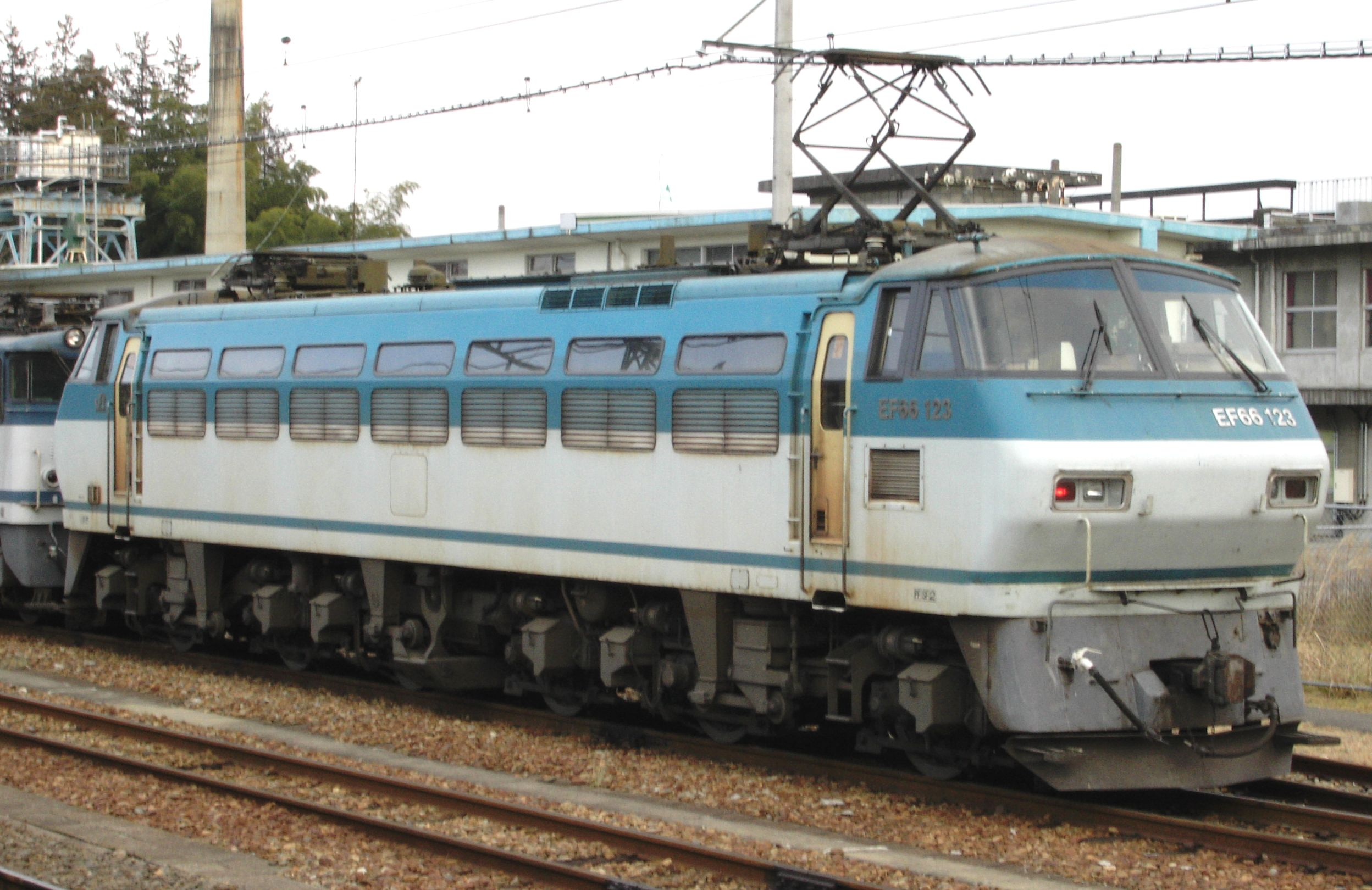
EF66-100
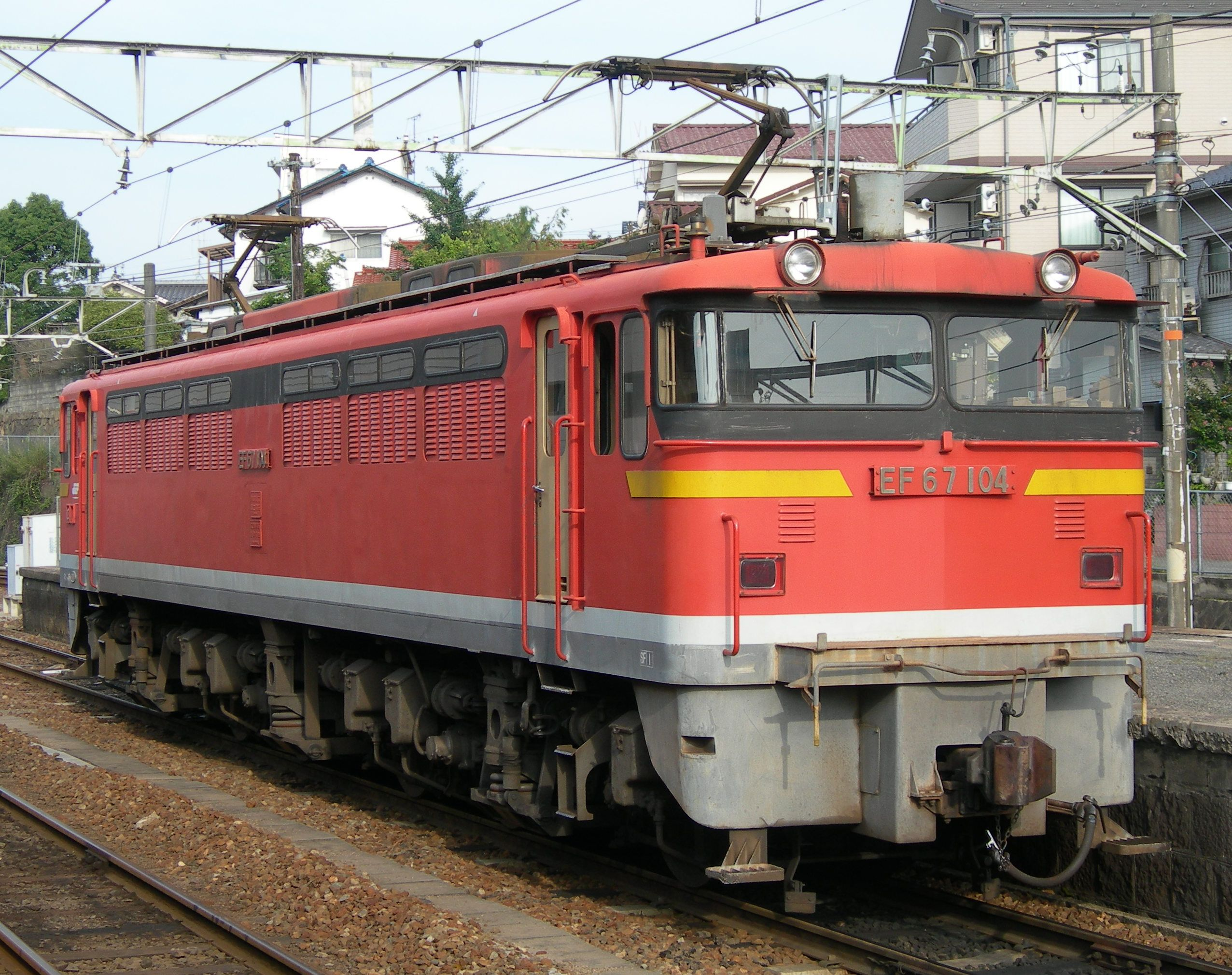
EF67-100
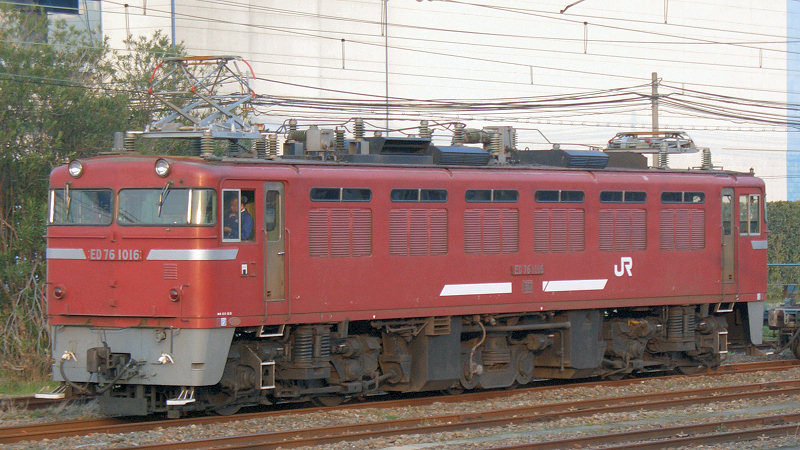
ED76-1000
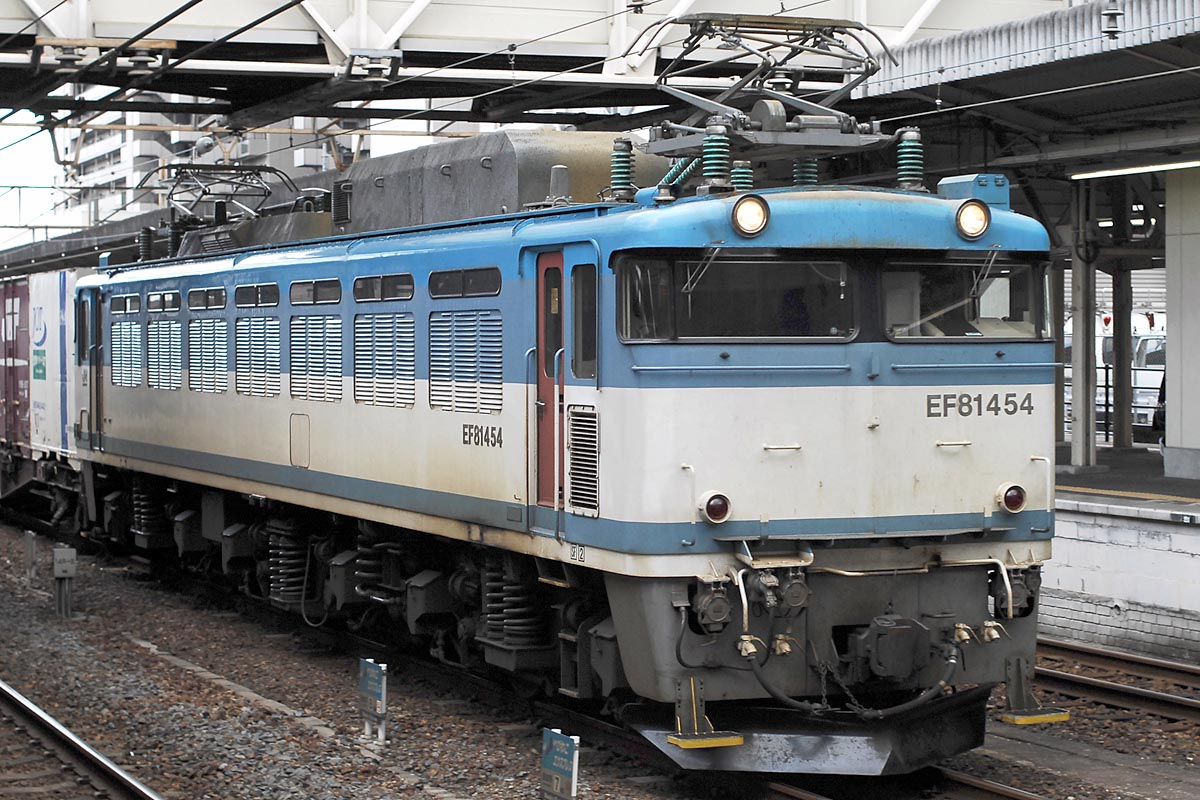
EF81-450
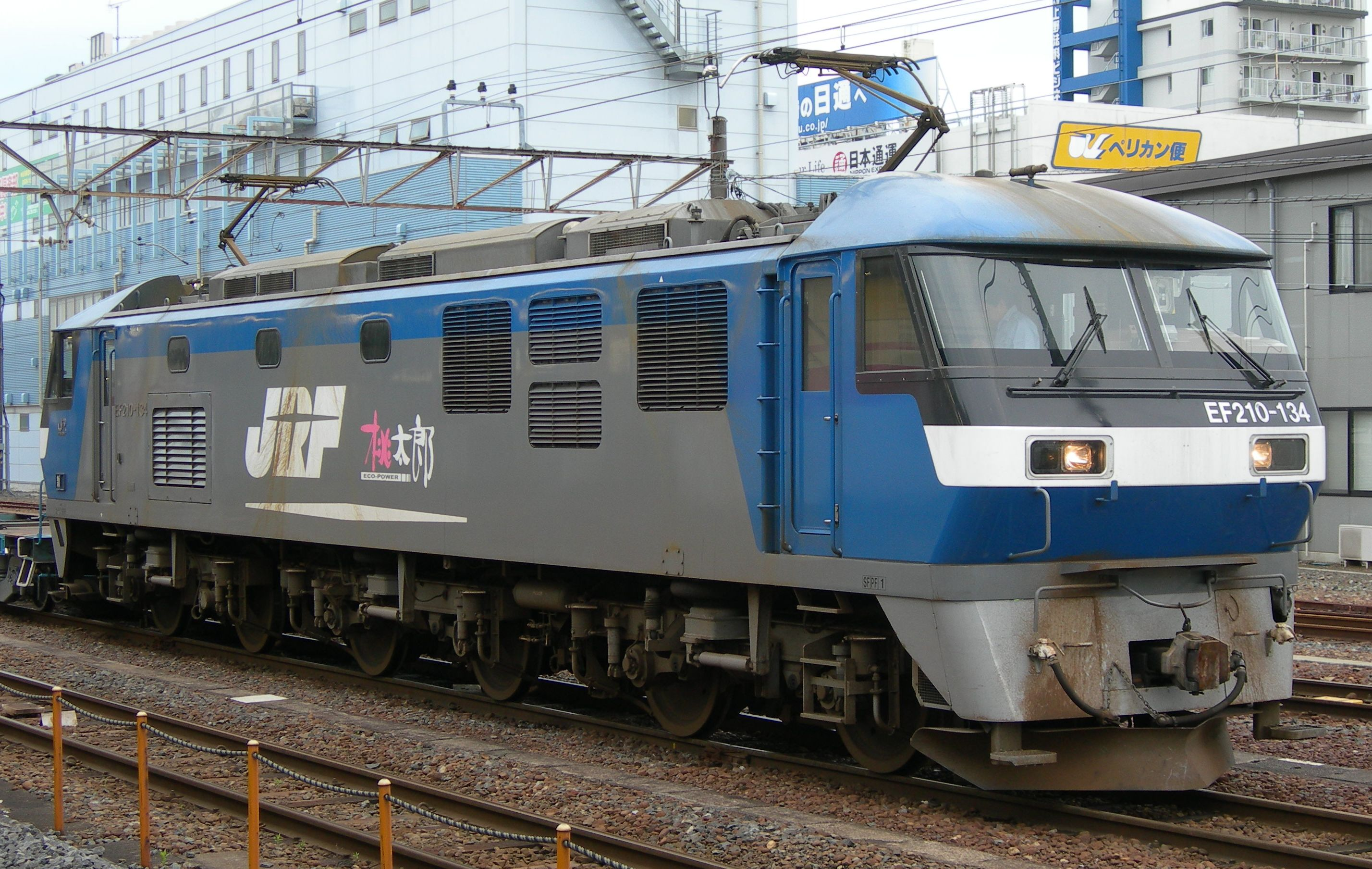
EF210-100
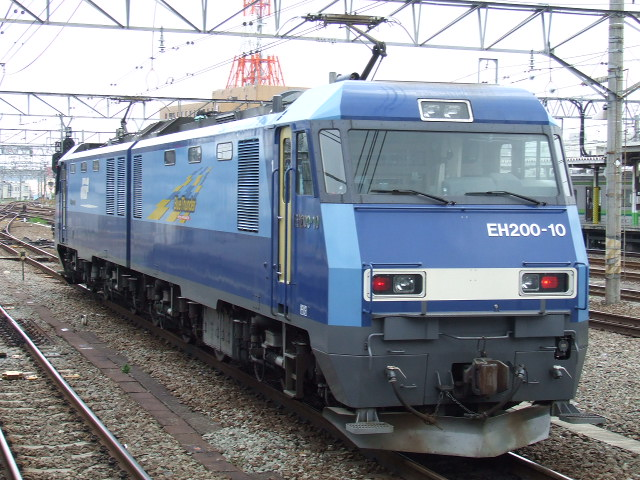
EH200
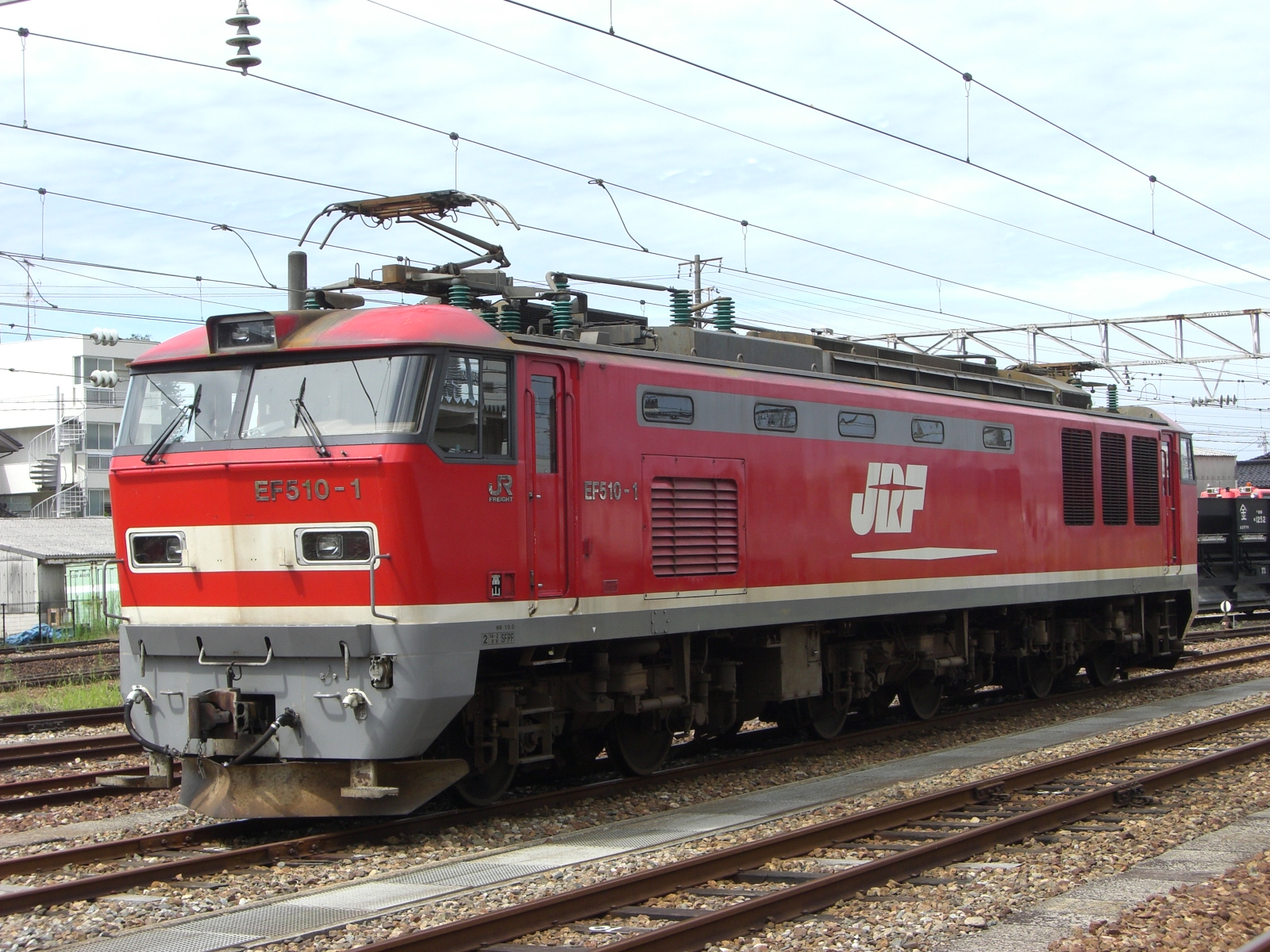
EF510
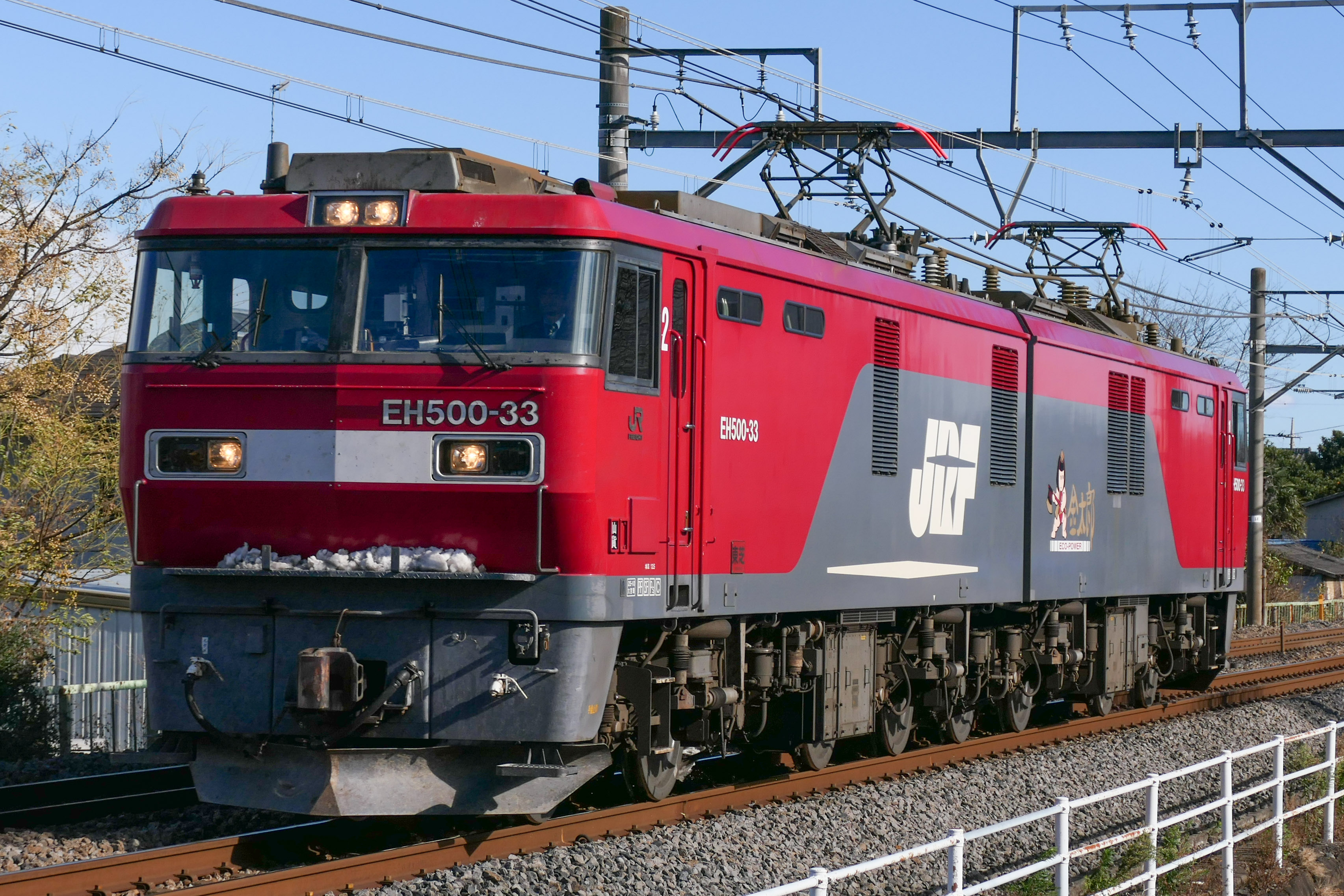
EH500
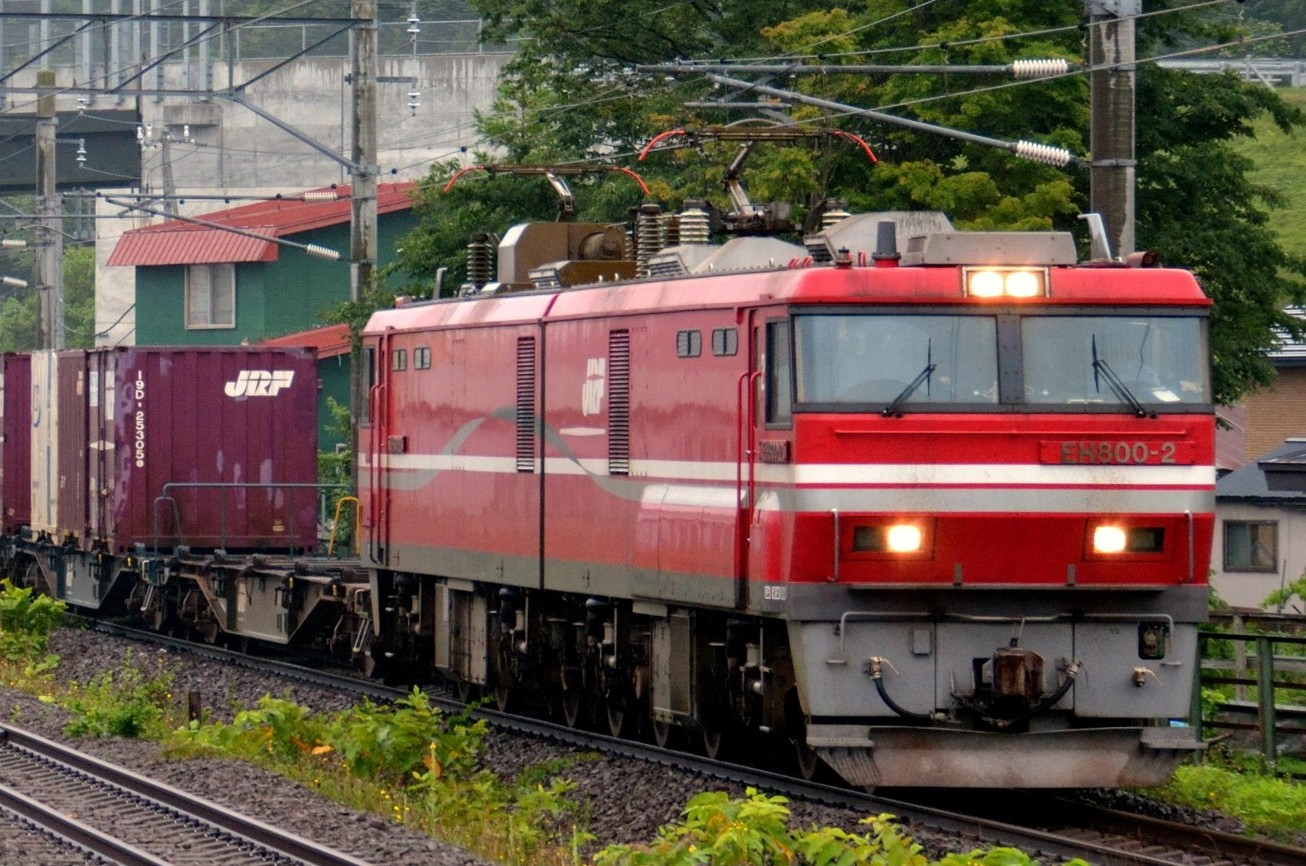
EH800

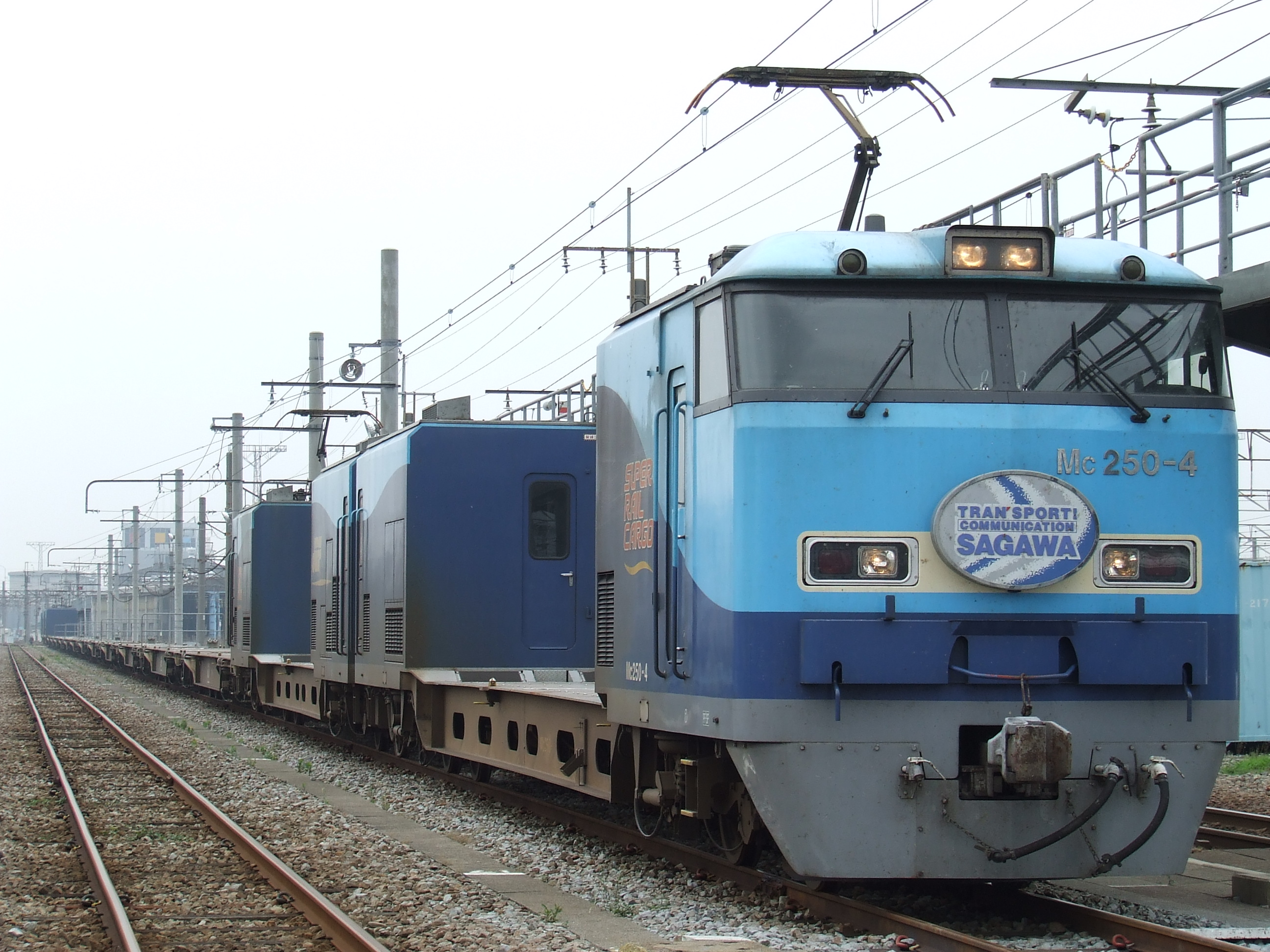
EMU M250

Poiché gestisce treni merci a livello nazionale, possiede principalmente locomotive, vagoni merci e treni per il trasporto merci.
Al 1º aprile 2021, il numero di veicoli è di 403 locomotive elettriche, 122 locomotive diesel, 42 treni merci (serie M250) e 7.140 vagoni portacontainer e 53 altri vagoni merci.
Locomotive diesel
- JNR DE10
- JNR DE11
- JR Freight DB500
- JR Freight DD200
- JR Freight DF200
- JR Freight HD300

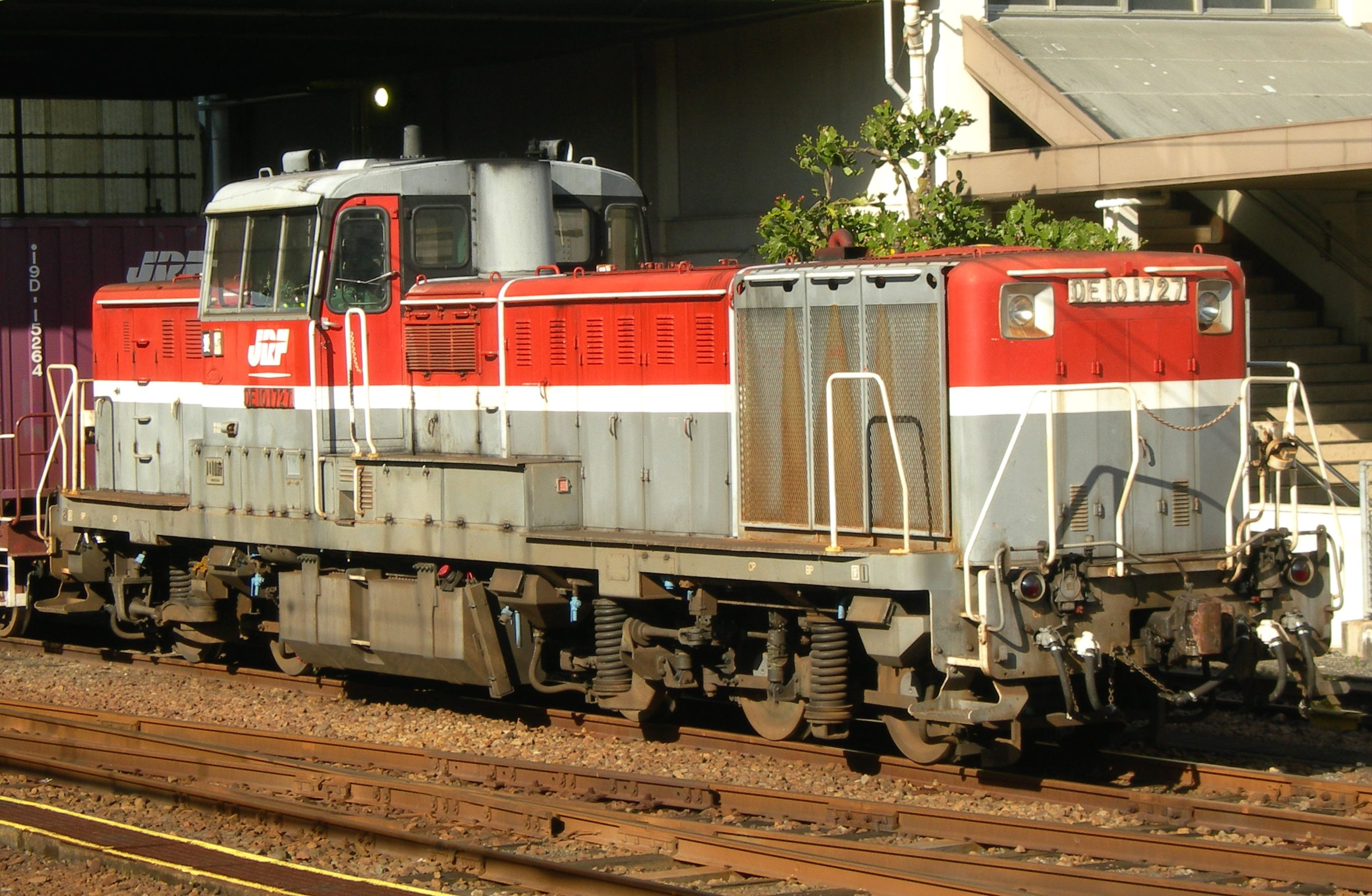
DE10-1500
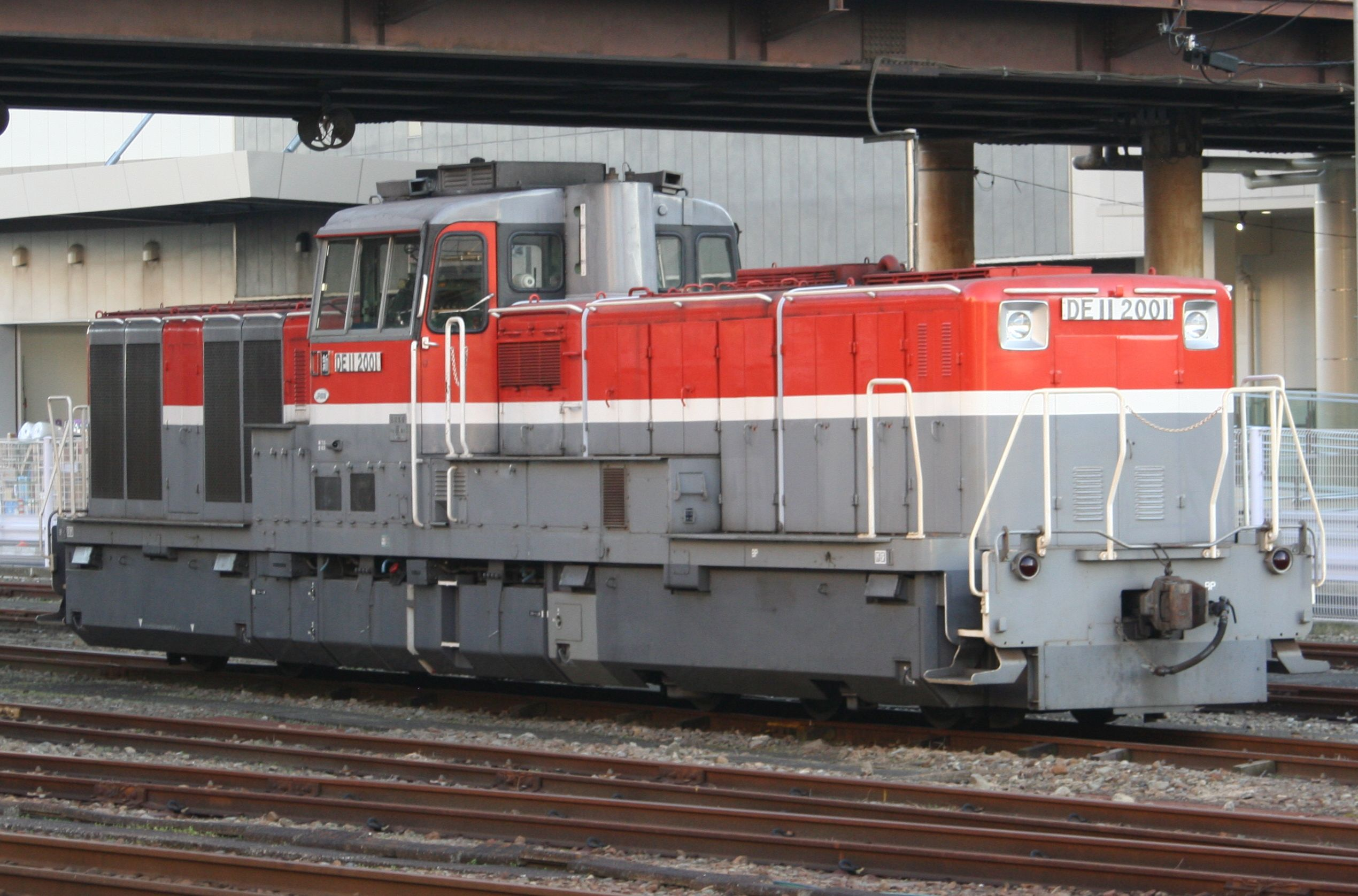
DE11-2000
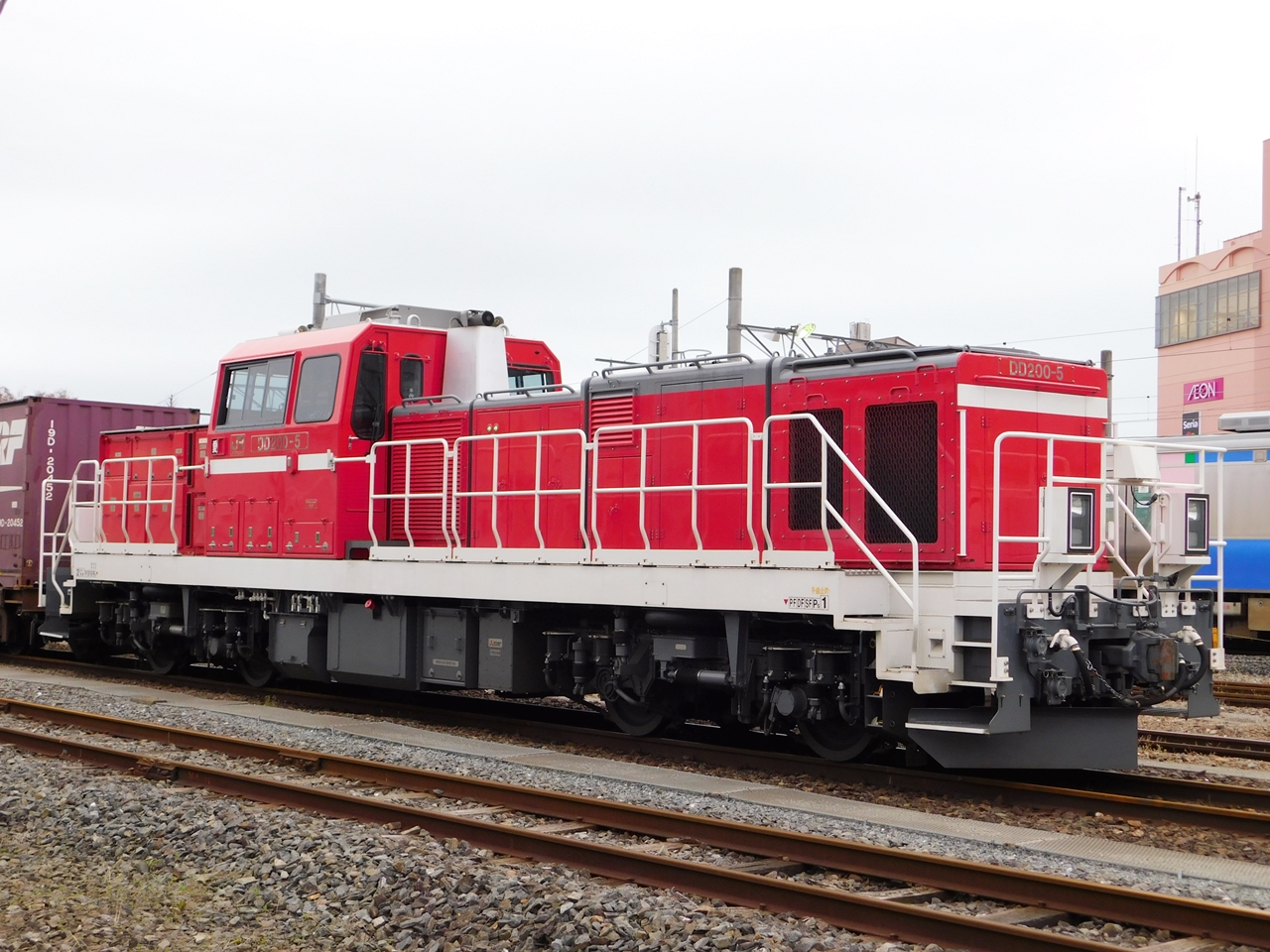
DD200
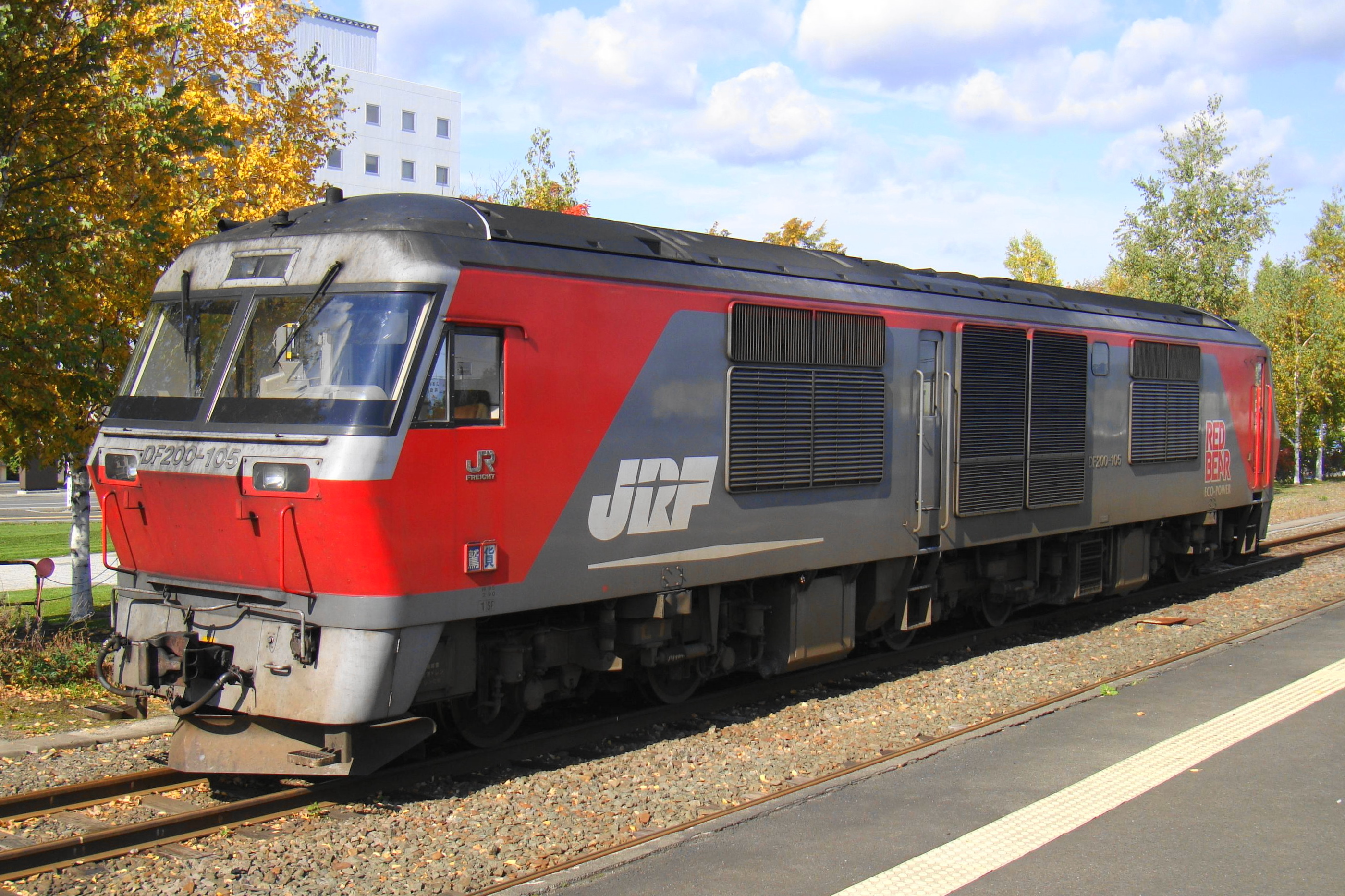
DF200-100
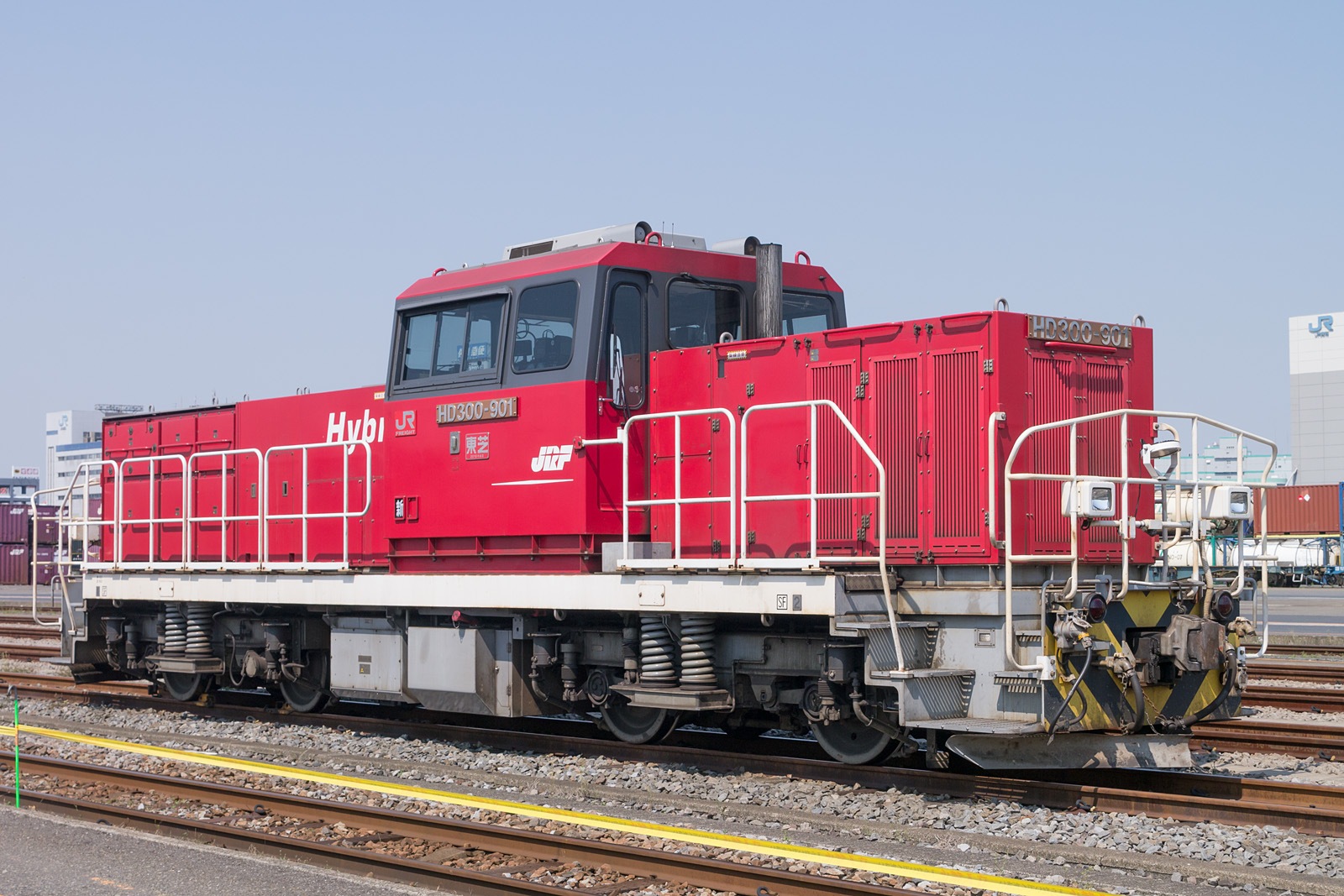
HD300

Locomotive elettriche
- JNR EF64
- JNR EF65
- JNR EF66
- JNR EF67
- JNR ED76
- JNR EF81
- JR EF210
- JR EH200
- JR EF510
- JR EH500
- JR EH800

- EF64-1000
- EF65-2000
- EF66-100
- EF67-100
- ED76-1000
- EF81-450
- EF210-100
- EH200
- EF510
- EH500
- EH800

Unità multiple elettriche
- EMU merci serie M250

- EMU M250